# Giuseppe Marello
Giuseppe Marello, O.S.I. (26. prosince 1844, Turín – 30. května 1895, Savona) byl italský římskokatolický duchovní, sloužící jako biskup diecéze Acqui, zakladatel a člen kongregace Oblátů svatého Josefa. Katolická církev jej uctívá jako světce.

## Život

### Raný život a kněžství
Narodil se dne 26. prosince 1844 v Turíně rodičům Vincenzovi Marellovi a Anně Marii Viale. Pokřtěn byl téhož dne v místním kostele Corpus Domini. Měl mladšího bratra jménem Vittorio. Jeho křestními kmotry byli Chiaffredo Viale a Teresa Secco. Dne 15. srpna 1855 mu biskup z Asti Filippo Artico udělil svátost biřmování. V dětství byl ministrantem a často zval bezdomovce k sobě domů na jídlo. Jeho otec byl přítel sv. Giuseppe Benedetta Cottolenga.
Jeho matka zemřela dne 5. dubna 1848 a v roce 1852 se jeho otec rozhodl přesídlit se svými dětmi do San Martino Alfieri, kde bydleli jeho prarodiče z otcovy strany.
Dne 31. října 1856 zahájil přípravy na kněžství na kněžském semináři v Asti, ale jeho otec si přál, aby pokračoval ve studiu a dal se na kariéru v podnikání. V prosinci roku 1863 se nakazil tyfem a slíbil Panně Marii, že pokud nemoc přežije, bude pokračovat v církevním studiu, aby se stal knězem. Po svém uzdravení, které připisoval přímluvě Panny Marie pokračoval od února roku 1864 ve svých studiích na kněžství na stejném semináři. V té době uvažoval, že se stane kartuziánským mnichem, ale nový biskup z Asti Carlo Savio jej od tohoto záměru odradil a naznačil mu, že Bůh s ním má jiné plány. Dne 9. ledna 1864 formálně vstoupil do duchovního stavu a dne 21. prosince 1867 obdržel od biskupa Carla Savia tonzuru a všechna nižší svěcení. Dne 28. března 1868 byl vysvěcen na podjáhna a dne 6. června 1868 přijal i jáhenské svěcení. Dne 19. září 1868 byl v katedrále Nanebevzetí Panny Marie v Asti vysvěcen na kněze biskupem Carlem Saviem. Dne 20. září 1868 sloužil v San Martino Alfieri svoji primiční mši svatou.
Po svém vysvěcení se dne 21. října 1868 stal sekretářem biskupa z Asti Carla Savia. Tuto funkci v Asti vykonával až do roku 1881. Dne 2. března 1880 byl jmenován kanovníkem při katedrále Nanebevzetí Panny Marie v Asti. Přátelil se mj. se sv. Janem Boscem a Leonardem Murialdem. Zúčastnil se I. vatikánského koncilu jako doprovod biskupa Carla Savia a právě tam se setkal s kardinálem Gioacchinem Peccim – budoucím papežem Lvem XIII., který jej při setkání chválil pro jeho ctnosti a nadání. Spolu s biskupem, kterého doprovázel, dorazil do Říma dne 21. listopadu 1869 a byl zde s ním až do konce července roku 1870. Měl také možnost setkat se s papežem bl. Piem IX.
Jeho otec zemřel dne 17. května 1873. Později převzal vedení domova důchodců v Asti, aby jej zachránil před bankrotem, a brzy se stal duchovním vůdcem a katechetou v místní diecézi. Dne 14. března 1878 založil mužskou řeholní kongregaci Oblátů svatého Josefa, jejíž členové mají poslání věnovat se péči o chudé a výchově dětí a dospívajících, jakož i poskytování pomoci biskupům v jejich diecézích.

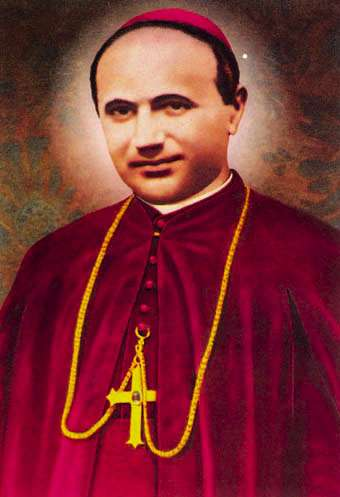
Portrét

### Biskupská služba
V listopadu roku 1888 se dozvěděl o své nominaci na post biskupa z  Acqui. Dne 11. února 1889 byl na konzistoři papežem Lvem XIII. formálně do tohoto úřadu jmenován. Před tím se 10. února setkal s tímto papežem a také s kardinálem Luigim Oreglia di Santo Stefano. Biskupské svěcení přijal 17. února z rukou kardinála Raffaela Monaca La Valletta v kapucínském kostele Santa Maria della Concezione dei Cappuccini v Římě. Spolusvětiteli byli arcibiskupové Chieti Rocco Cocchia a Damiata Ignazio Persico. Dne 16. června 1889 pak byl slavnostně uveden do úřadu.
Během své biskupské služby sepsal ve své diecézi šest pastýřských listů, první na téma míru dne 31. května 1889 a další 2. února 1890 ohledně pastoračních vizitací, které podnikne. Od 13. dubna 1890 do roku 1895 navštívil všech 143 jednotlivých farností své diecéze. Dne 16. prosince 1890 obdržel čestný titul z posvátné teologie na Teologické koleji svatého Tomáše v Janově a poté 13. ledna 1891 vydal třetí pastýřský list, týkající se pokání. Dne 26. září 1891 se zúčastnil pouti do Říma ke třístému výročí úmrtí sv. Aloysia Gonzagy a později 4. února 1892 vydal další pastýřský list na téma křesťanské výchovy. Další pak vydal dne 25. ledna 1893, ten se týkal vyznání víry. Od 14. do 28. února 1893 se v Římě účastnil oslav 50. výročí biskupského vysvěcení papeže Lva XIII., během nich, 23. února, zamířil do Neapole, aby navštívil svatyni Panny Marie Růžencové v Pompejích. Další pastýřský list o katechismu vydal dne 20. ledna 1894 a poslední 8. února 1895, týkající se misií a šíření víry.

### Smrt a pohřeb
Roku 1895 odcestoval do Savony, aby se zde zúčastnil oslav třístého výročí úmrtí sv. Filipa Neriho, konaných 26. května. V Savoně se pak setkal s biskupem tamější diecéze Giuseppem Boragginim. Během jeho pobytu zde začal trpět akutní bolestí hlavy a jeho zdravotní stav se začal zhoršovat. Zemřel na krvácení do mozku dne 30. května 1895 večer v Savoně.
Jeho pohřeb se konal následujícího 1. června. Dne 30. června 1923 byly jeho ostatky exhumovány a uloženy do mateřského domu jím založené kongregace v Římě.

## Úcta
Jeho beatifikační proces započal dne 28. května 1948, čímž obdržel titul služebník Boží. Dne 12. května 1978 jej papež sv. Pavel VI. podepsáním dekretu o jeho hrdinských ctnostech prohlásil za ctihodného. Dne 2. dubna 1993 byl uznán první zázrak na jeho přímluvu, potřebný pro jeho blahořečení.
Blahořečen pak byl dne 26. září 1993 na Svatopetrském náměstí papežem sv. Janem Pavlem II. Dne 18. prosince 2000 byl uznán druhý zázrak na jeho přímluvu, potřebný pro jeho svatořečení. Svatořečen pak byl dne 25. listopadu 2001 na Svatopetrském náměstí papežem sv. Janem Pavlem II.
Jeho památka je připomínána 30. května. Bývá zobrazován v biskupském oděvu. Je patronem jím založené kongregace a diecéze Acqui.